# Pteraster obscurus
Pteraster obscurus is een zeester uit de familie Pterasteridae.
De wetenschappelijke naam van de soort werd in 1891 gepubliceerd door Edmond Perrier.